# Elephantomyia zonata
Elephantomyia zonata är en tvåvingeart som beskrevs av Evgenyi Nikolayevich Savchenko 1976. Elephantomyia zonata ingår i släktet Elephantomyia och familjen småharkrankar. Inga underarter finns listade i Catalogue of Life.